# 614
Cette page concerne l'année 614  du calendrier julien. Pour l'année 614 av. J.-C., voir 614 av. J.-C.
L'année 614 est une année commune qui commence un mardi.

## Événements
- 31 mars, Pâques : prise et destruction de Salone en Dalmatie par les Slaves et Avars[1].
- 5 mai : prise de Jérusalem. Les armées perses de Chosroès II, dirigées par le général Charbaraz prennent Césarée puis pillent Jérusalem. Elles emmènent en captivité le patriarche et la population, et s'emparent des reliques de Vraie Croix[2].
- 14 septembre : translation de la sainte Éponge à Sainte-Sophie de Constantinople[3].
- 10 octobre : concile de Paris[4] (liberté des élections épiscopales, privilèges du for ecclésiastique, inviolabilité des biens de l’Église).
- 18 octobre[4] : Edictum Chlotharii. Édit de Clotaire II sur l’administration publique, qui impose que tous les hauts fonctionnaires doivent être originaires du territoire administré[5]. Clotaire tente de rétablir l’ordre et l’équité dans son royaume. Cet édit, par ailleurs :
  - proclame la liberté des élections épiscopales ; le roi se réserve après l'élection d'ordonner ou non au métropolitain de procéder à l'ordination du nouvel évêque[6].
  - précise qu’en l’absence du roi, l’évêque peut condamner un juge coupable.
  - intervient contre les abus des comtes qui cherchent à établir de nouveaux tonlieux à leur profit[7].
  - défend aux Juifs d’exercer des fonctions publiques[8].
  - interdit de marier les femmes contre leur gré[9].
- 24 octobre : la sainte Lance est envoyée à Constantinople[3].

- Invasion de la Domnonée par le roi du Wessex Cynegils et son fils Cwichelm. Défaite des Bretons à  la bataille de Beamdune[10].

- Ambassade japonaise en Chine de Inugami no Mitasuki[11]. Opposition vigoureuse à la sinisation au Japon.
- Persécution de Mahomet et ses proches à La Mecque[12].
- Pas d’évêque mentionné à Die de 614 à 788[7].